# Zelindopsis bicincta
Zelindopsis bicincta är en tvåvingeart som först beskrevs av Villeneuve 1916.  Zelindopsis bicincta ingår i släktet Zelindopsis och familjen parasitflugor. Inga underarter finns listade i Catalogue of Life.